# Lindernia eremophiloides
Lindernia eremophiloides é uma espécie botânica do gênero Lindernia pertencente à família Linderniaceae.